# Nunatak (gruppo musicale)
I Nunatak sono stati un gruppo musicale indie rock formato nel 2006 in Antartide.

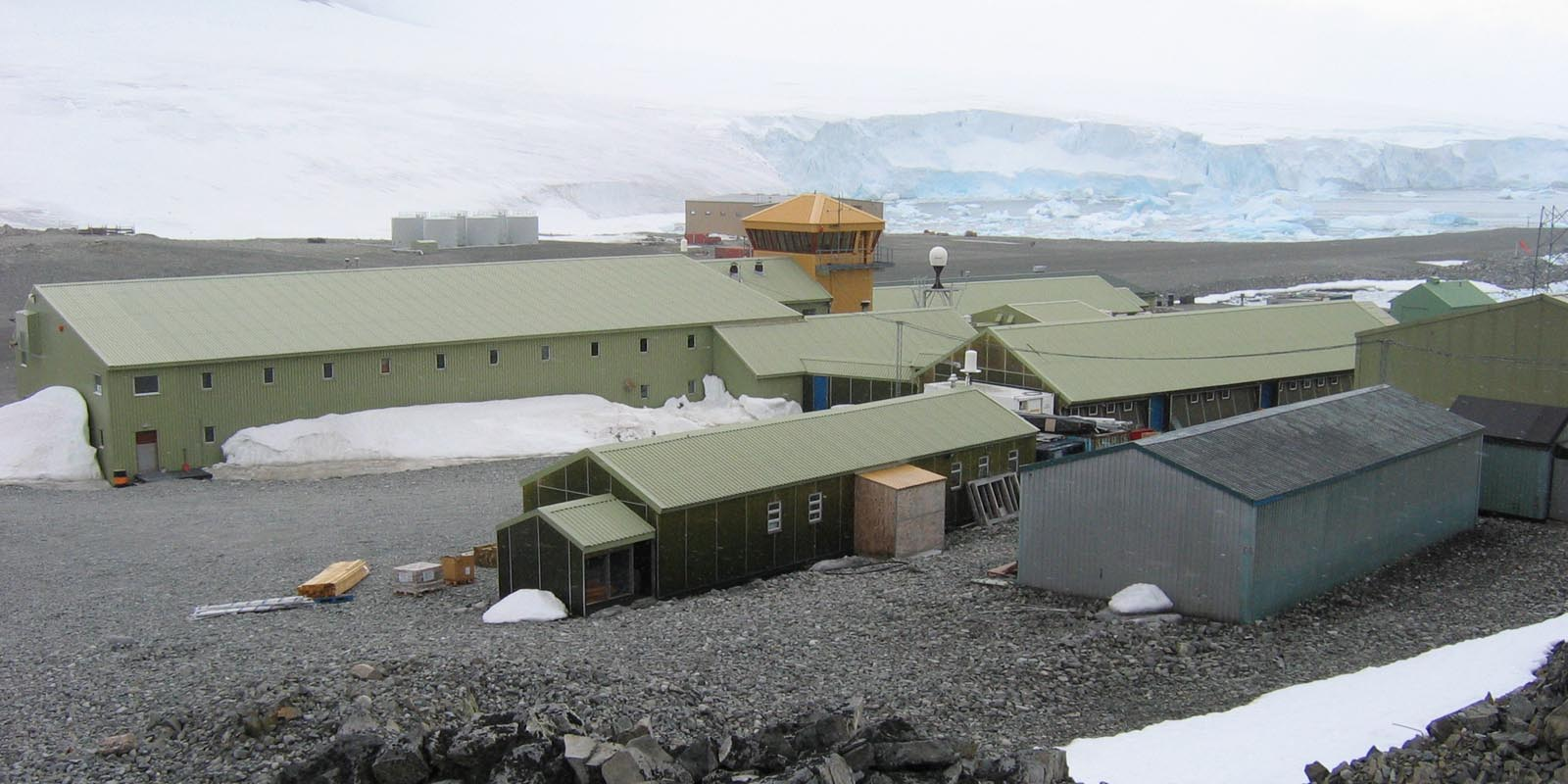
Stazione di ricerca di Rothera

Il gruppo era formato da cinque ricercatori britannici, appartenenti alla base britannica Rothera, impegnati nello studio del cambiamento del clima e l'evoluzione biologica della penisola antartica. Il 7 luglio 2007 suonarono al Live Earth per le 17 persone della base e per rappresentare il settimo continente dell'evento.
Il cantante Matt Balmer parlò così dell'evento che coinvolse il gruppo: "abbiamo previsto di passare qui il nostro inverno antartico, qui a Rothera, e ottenere la calma per il nostro lavoro e forse suonare a qualche festa del sabato notte. Non avremmo mai immaginato di prender parte a un concerto globale."
Il nome del gruppo deriva dall'omonima parola inuit che significa "montagne circondate dal ghiaccio". Rai News ha un esclusivo frammento del gruppo mentre compie How Many People sul loro canale YouTube.

## Formazione
- Matt Balmer – voce, chitarra
- Roger Stilwell – basso
- Tris Thorne – violino
- Ali (Alison) Massey – sassofono
- Rob Webster – batteria